# Jean Ferrat
Jean Ferrat (født Jean Tenenbaum 26. december 1930, død 13. marts 2010) var en fransk singer-songwriter og digter.
Jean Ferrat blev født i Vaucresson, Hauts-de-Seine, som den yngste af fire børn fra en beskeden jødisk familie, der i 1935 flyttede til Versailles. Hans russiske far blev under krigen deporteret til Auschwitz, hvor han senere døde. Senere droppede Jean Ferrat ud af skolen for at hjælpe familien.
Jean Ferrat blev uddannet fra Conservatoire national des Arts et Métiers.
Hans første grammofonplade blev udgivet i 1958, dog uden nogen stor succes. Det var først i 1959, da han begyndte at arbejde sammen med Gérard Meys, at hans karriere begyndte at blomstre. I 1960 udgav han sin anden single "Ma Môme".
I 1961, blev han gift med Christine Sèvres, som hjalp ham med at udføre nogle af hans sange, senere mødte han Alain Goraguer, som blev arrangør for hans sange. Hans debutalbum, Deux Enfants du Soleil, blev udgivet senere samme år.
I 1990 modtog han prisen Société des auteurs, compositeurs et éditeurs de musique fra (SACEM) den franske sammenslutning af sangskrivere, komponister og musikforlag.
Den 13. marts 2010 døde han efter lang tids sygdom. Han blev 79 år.